# Martin Desjardins
Martin Desjardins, oprindelig van den Bogaert (1637-1694) var en nederlandsk billedhugger, som imidlertid efter sin kunstudvikling tilhører den franske kunst.
Desjardins kom tidlig til Paris, steg snart til professor, derefter (1686) til rektor ved Kunstakademiet og udførte talrige skulpturer, statuer, buster, reliefs etc. til kirker og slotte i Paris og Versailles.
Af disse arbejder kan mærkes: buster af Colbert og Mignard samt et ved revolutionen for størstedelen ødelagt mindesmærke over Ludvig XIV.